# MK-608
MK-608 (7-deaza-2'-C-methyladenosine, 7DMA) là một loại thuốc chống vi-rút, một chất tương tự adenosine (một loại tương tự nucleoside). Ban đầu nó được Merck &amp; Co. phát triển để điều trị viêm gan C, nhưng mặc dù kết quả đầy hứa hẹn trong nghiên cứu trên động vật, cuối cùng đã không thành công trong các thử nghiệm lâm sàng. Sau đó nó đã được sử dụng rộng rãi trong nghiên cứu virus và đã cho thấy hoạt động chống lại một loạt các virus, bao gồm sốt Dengue, tick-borne vi rút viêm não, poliovirus, và gần đây nhất là vi rút Zika, trong cả mô hình in vitro và động vật. Do đã thất bại trong các thử nghiệm lâm sàng ở người trước đây, nên MK-608 không có khả năng được phát triển dưới dạng thuốc kháng vi-rút, nhưng việc thiếu các lựa chọn điều trị cho các bệnh do virus mới nổi này có nghĩa là nhiều nghiên cứu tiếp tục sử dụng MK-608 và thuốc chống vi-rút liên quan thuốc.